# Krasznojarszki határterület
A Krasznojarszki határterület (oroszul Красноярский край) az Oroszországi Föderáció tagja. Székhelye Krasznojarszk. Határos a Tyumenyi területhez tartozó Jamali Nyenyecfölddel és Hanti- és Manysifölddel, a Tomszki és a Kemerovói területtel, Hakaszfölddel, Tuvával, az Irkutszki területtel és Jakutfölddel. 2010-ben népessége 2 828 187 fő volt.

## Népesség
A lakosság döntő többsége orosz nemzetiségű, 2010-ben az összlakosság 88,07%-át képezték. Jelentős számban képviselik magukat az ukránok (38 012 fő), a tatárok (34 828 fő), a németek (22 363 fő), az azeriek (16 341 fő), a csuvasok (11 036 fő) és az örmények (10 677 fő). Számos kisebb lélekszámú őshonos kisebbség is lakja. Ilyenek a dolgánok (5 810 fő), az evenkek (4 372 fő), a nyenyecek (3 633 fő), a ketek (957 fő), a nganaszanok (807 fő), a szölkupok (281 fő), az enyecek (221 fő) és a sórok (161 fő).

### Települések
A Krasznojarszki határterületen (a 2010. évi népszámláláskor) 23 város, 40 városi jellegű település és 1700 falusi település található, mely utóbbiak közül 89 lakatlan.
A 2010. évi népszámlálás adatai szerint a Krasznojarszki határterületen 76% a városi (városokban vagy városi jellegű településeken élő) népesség aránya. A legnagyobb falu népessége meghaladja a 11 ezer főt, és összesen 28-é éri el a háromezret, melyek együttesen a köztársaság lakosainak 5%-a számára nyújtanak otthont. A településhálózat döntő részét azonban a legfeljebb néhány száz lakosú aprófalvak alkotják.
A Krasznojarszki határterület városai a következők (2010. évi népességükkel):
| - Krasznojarszk (973 826) - Norilszk (175 365) - Acsinszk (109 155) - Kanszk (94 226) - Zseleznogorszk (84 795) - Minuszinszk (71 170) - Zelenogorszk (66 056) - Leszoszibirszk (61 139) - Nazarovo (52 817) - Saripovo (38 561) - Szosznovoborszk (33 091) - Gyivnogorszk (28 272) | - Dugyinka (22 175) - Bogotol (21 051) - Jenyiszejszk (18 766) - Borogyino (17 416) - Ilanszkij (16 111) - Uzsur (16 093) - Kogyinszk (14 830) - Ujar (12 665) - Zaozjornij (10 681) - Igarka (6183) - Artyomovszk (2179) |

## Közigazgatás és önkormányzatok
A Krasznojarszki határterület (a 2010. évi népszámláláskor) közigazgatási szempontból 44 járásra oszlik, amiben benne van a határterületbe 2007. január 1-jén beolvadt Evenki autonóm körzet és Tajmiri (Dolgan-Nyenyec) autonóm körzet területén alakult két járás is. Az egyesüléssel kapcsolatos megállapodások alapján elvileg ezek különleges jogállású közigazgatási egységek, ez azonban tényleges tartalmat nem nyert. A két körzet korábbi 3-3 járása megszűnt, és azok ma az Evenki illetve a Tajmiri Dolgan–Nyenyec járást alkotják.
A 23 város közül 15 határterületi alárendeltségű, így ezek nem tartoznak egyik járáshoz sem, ide értve Zelenogorszk és Zseleznogorszk zárt városokat is. Szintén zárt közigazgatási egységet alkot és nem tartozik egyik járáshoz sem Szolnyecsnij városi jellegű település. A határterületi alárendeltségű városok közül nyolchoz vannak beosztva kisebb-nagyobb területen további települések, melyek így szintén nem tartoznak egyik járáshoz sem.
Az önkormányzatok területi beosztása nagyjából megegyezik a közigazgatási felosztással. A 44 járás mindegyikében (beleértve a két egykori autonóm körzetet is) járási önkormányzat működik, a köztársasági alárendeltségű városok és a zárt közigazgatási egységek pedig a járásoktól független városi körzetet alkotnak, melyek egyszintű önkormányzatok, egyszerre gyakorolják a járási és a községi önkormányzati hatásköröket. A közigazgatási és az önkormányzati beosztás egyetlen helyen tér el: a közigazgatásilag a Jemeljanovói járáshoz tartozó Kedrovij városi jellegű település nem tartozik a járási önkormányzathoz, hanem városi körzetet alkot. A járásokhoz összesen 36 városi község – ezek székhelye egy város vagy városi jellegű település – és 484 falusi község tartozik. A határterületen található 2 községközi terület is, melyek valamely járásnak a községekhez nem tartozó, ritkán lakott területei.
Közigazgatási szempontból tehát a Krasznojarszki határterület 44 járásra, 15 városra és egy városi jellegű településre tagozódik, míg önkormányzati rendszerét 44 járási önkormányzat és 17 városi körzet, a járási önkormányzatoknak alárendelve pedig 36 városi és 484 falusi község alkotja.
A járások és székhelyeik:
| - Abani járás (Aban) - Acsinszki járás (Acsinszk) - Balahtai járás (Balahta) - Berjozovkai járás (Berjozovka) - Biriljusszi járás (Novobiriljusszi) - Bogotoli járás (Bogotol) - Bogucsani járás (Bogucsani) - Bolsaja Murta-i járás (Bolsaja Murta) - Bolsoj Uluj-i járás (Bolsoj Uluj) - Dzerzsinszkojei járás (Dzerzsinszkoje) - Idrinszkojei járás (Idrinszkoje) - Ilanszkiji járás (Ilanszkij) - Irbejszkojei járás (Irbejszkoje) - Jemeljanovói járás (Jemeljanovo) - Jenyiszejszki járás (Jenyiszejszk) - Jermakovszkojei járás (Jermakovszkoje) - Kanszki járás (Kanszk) - Karatuzszkojei járás (Karatuzszkoje) - Kazacsinszkojei járás (Kazacsinszkoje) - Kezsmai járás (Kogyinszk) - Kozulkai járás (Kozulka) | - Krasznoturanszki járás (Krasznoturanszk) - Kuraginói járás (Kuragino) - Manai járás (Salinszkoje) - Minuszinszki járás (Minuszinszk) - Motiginói járás (Motigino) - Nazarovói járás (Nazarovo) - Novoszjolovói járás (Novoszjolovo) - Nyizsnyij Ingas-i járás (Nyizsnyij Ingas) - Partyizanszkojei járás (Partyizanszkoje) - Pirovszkojei járás (Pirovszkoje) - Ribnojei járás (Zaozjornij) - Saripovói járás (Saripovo) - Susenszkojei járás (Susenszkoje) - Szajáni járás (Aginszkoje) - Szevero-jenyiszejszkiji járás (Szevero-Jenyiszejszkij) - Szuhobuzimszkojei járás (Szuhobuzimszkoje) - Taszejevói járás (Taszejevo) - Turuhanszki járás (Turuhanszk) - Tyuhtyeti járás (Tyuhtyet) - Ujari járás (Ujar) - Uzsuri járás (Uzsur) |

Az Evenki és a Tajmiri körzet területén kialakított járások:
- Evenki járás (Tura)
- Tajmiri Dolgan–Nyenyec járás (Dugyinka)

## Politikai vezetés
A Krasznojarszki határterület kormányzója:
- Viktor Alekszandrovics Tolokonszkij: 2014 – 2017. szeptember 29. Ekkor idő előtti felmentését kérte.
- Alekszandr Viktorovics Ussz:
  - 2017. szeptember 29-től a kormányzói feladatokat ideiglenesen ellátó megbízott. Megbízatása a következő kormányzói választásig szólt.[2]
  - Kormányzónak megválasztva 2018. szeptember 9-én.[3]

## Földrajz

### Vízrajz
- Folyói: [forrás?]

| Név             | Hossz, km | Vízgyűjtő terület, km² | Átlagos vízhozam, m³/s | Átlagos évi vízmennyiség, km³ |
| --------------- | --------- | ---------------------- | ---------------------- | ----------------------------- |
| Jenyiszej       | 3487      | 2 580 000              | 18 600,0               | 591,0                         |
| Angara          | 1799      | 1 039 000              | 4390,0                 | 138,0                         |
| Alsó-Tunguszka  | 2989      | 473 000                | 3680,0                 | 116,0                         |
| Hatanga         | 227       | 364 000                | 3320,0                 | 105,0                         |
| Pjaszina        | 818       | 182 000                | 2600,0                 | 82,0                          |
| Köves-Tunguszka | 1865      | 240 000                | 1750,0                 | 55,0                          |
| Kan             | 629       | 36 900                 | 286,0                  | 8,92                          |
| Manа            | 475       | 9320                   | 98,5                   | 3,11                          |
| Tuba            | 119       | 36 900                 | 771,0                  | 24,50                         |
| Oja             | 254       | 5300                   | 632,0                  | 1,99                          |
| Szida           | 207       | 4450                   | 283,0                  | 0,89                          |
| Szim            | 699       | 31 600                 | 244,0                  | 7,70                          |
| Nagy-Pit        | 415       | 21 700                 | 238,0                  | 7,51                          |
| Kurejka         | 888       | 44 700                 | 724,0                  | 22,80                         |